# Shin’ya Nakano (Fußballspieler)
Shin’ya Nakano (jap. 中野 伸哉, Nakano Shin’ya; * 17. August 2003 in der Präfektur Saga) ist ein japanischer Fußballspieler.

## Karriere

### Verein
Shin’ya Nakano erlernte das Fußballspielen in der Jugendmannschaft von Sagan Tosu in Tosu. Die erste Mannschaft spielte in der ersten Liga, der J1 League. Sein Erstligadebüt gab der Jugendspieler am 1. August 2020 im Auswärtsspiel beim FC Tokyo. Hier wurde er in der 79. Minute für Yūto Uchida eingewechselt. Im Juli 2021 unterschrieb er bei Sagan auch seinen ersten Vertrag. Am 8. August 2023 wechselte er für den Rest der Saison zum ebenfalls in der ersten Liga spielenden Gamba Osaka. Für den Klub aus Suita bestritt er sechs Ligaspiele. Nach der Ausleihe wurde Nakano im Februar 2024 fest von Osaka unter Vertrag genommen.

### Nationalmannschaft
Shinya Nakano spielte 2018 dreimal für die japanische U16-Nationalmannschaft. 2019 stand er viermal für die U17 auf dem Spielfeld. Mit dem Team nahm er an der U-17-Fußball-Weltmeisterschaft in Brasilien teil.